# Krzyżewo Borowe
Krzyżewo Borowe (prononciation : [kʂɨˈʐɛvɔ bɔˈrɔvɛ]) est un village polonais de la gmina de Płoniawy-Bramura dans le powiat de Maków de la voïvodie de Mazovie dans le centre-est de la Pologne.
Il se situe à environ 7 kilomètres au sud-est de Płoniawy-Bramura (siège de la gmina), 11 kilomètres au nord-est de Maków Mazowiecki (siège du powiat) et à 83 kilomètres au nord de Varsovie (capitale de la Pologne).

## Histoire
De 1975 à 1998, le village appartenait administrativement à la voïvodie d'Ostrołęka.